# Калицивироз
Калицивироз — широко распространенное инфекционное заболевание кошек, проявляющееся в типичных случаях повышением температуры, конъюнктивитом, изъязвлением слизистых ротовой и носовой полостей, хромотой. Больные кошки и вирусоносители могут выделять возбудитель с истечениями из ротовой и носовой полостей, со слёзными секретами, фекалиями и мочой в течение нескольких месяцев. Заражение происходит алиментарным путем, при непосредственном контакте, аэрогенно, через одежду и предметы ухода. Болезнь чаще проявляется в холодное время года. Наиболее восприимчив молодняк в возрасте от 1 мес до 2 лет. Калицивирусы кошек слабовирулентны, и болезнь чаще протекает латентно, однако в сочетании с другими агентами (бактерии, вирусы, микоплазмы) калицивирусная инфекция может вызывать гибель более чем у 80 % кошек. При групповом содержании болезнь может значительно распространяться и приобретать характер постоянных эпизоотических вспышек. Впервые Фостьер (1957) выделил вирус от кошек из поражённых легких и экспериментально доказал его инвазивные свойства.
Считается, что калицивирус заражает только представителей семейства кошачьих, однако подобные вирусы были выделены у собак с везикулами на гениталиях. Для человека данный вирус не опасен. 
.

## Признаки и симптомы

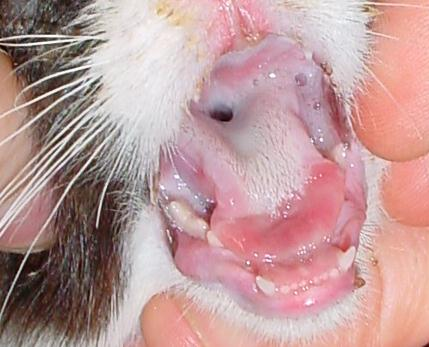
Воспаление слизистой ротовой полости при калицивирусной инфекции

Первичные признаки инфекции — лихорадка, носовые и глазные истечения серозного характера, чиханье, угнетение, анорексия (отсутствие аппетита). Язвы на языке и твердом нёбе могут появляться одновременно с выделениями из носа и глаз. Характерный признак инфекции — обильное слюноотделение. Болезнь длится от 1 до 3 нед. Летальность достигает 30 % и более.
У котят развивается вирусная пневмония, характеризующаяся угнетением, смешанной одышкой, учащенным дыханием и анемией. Одновременно с пневмонией регистрируют ларингит, трахеит и бронхит. Без лечения смерть животного наступает через несколько дней. Ей предшествуют вялость, рвота, ухудшение аппетита и диарея.
При гематологических исследованиях выявляют лимфопению и снижение уровня гемоглобина на 25—30 %.

## Возбудитель
Возбудителем является вирус Feline calicivirus (FCV).
Таксономия вируса:
Семейство: Caliciviridae
Род: Vesivirus
Вид: Калицивирус кошки
Морфология вируса: Форма вириона — шаровидная. Диаметр вирионов — 38—40 нм, диаметр малых пустых вирионов — 23 нм. Тип симметрии — икосаэдрический тип. Суперкапсидной оболочки нет. Капсид состоит из 180 белков VP1, у малых пустых вирионов из 60 белков VP1.
Геном — односпиральная линейная РНК-положительная. На 5’-конце полипептидной цепи связан с белком VPg и на 3’-конце полипептидной цепи имеет поли(A) тракт.
Устойчивость: Вирус сравнительно устойчив к повышенной температуре, изменениям pH до 4,0, эфиру и хлороформу. Некоторые штаммы устойчивы и к высоким pH, однако инактивируются растворами хлорной извести и хлорамина. В сухой среде вирус сохраняется 2—3 дня, а во влажной — до 10 дней.

## Патологические изменения
При вскрытии павших кошек, кроме описанных выше поражений на слизистой оболочке ротовой полости, нередко в грудной полости регистрируют интерстициальную пневмонию. Чаще всего поражены краниовентральные участки передних и средних долей легких. Воспалённая легочная ткань уплотнена, окрашена в ярко-красный цвет.
Гистологическим исследованием устанавливают некроз клеток слизистой оболочки, а при глубоком поражении респираторного тракта — некроз альвеолярной перегородки с инфильтрацией лейкоцитов.

## Лечение
Используются антибиотики, местные антисептики и симптоматическая терапия.

## Лабораторная диагностика
Вирус выделяют в культуре клеток почки котенка и дифференцируют в реакциях нейтрализации (РН) и иммунофлюоресценции (РИФ). Для диагностики болезни используют также парные сыворотки, взятые с интервалом 14 дней, которые исследуют в РН. Также для уточнения диагноза может браться мазок глазной или носовой жидкости для лабораторных исследований, в которых вирус определяется методом полимеразной цепной реакции (ПЦР), позволяющим выявить генетические особенности вируса.

## Специфическая профилактика
После переболевания иммунитет против вируса невысокий и нестойкий. Для вакцинации применяют ассоциированные вакцины «Nobivac Tricat», «Purevax RCPCh», «Quadricat» и др. Иммунитет у привитых животных сохраняется в течение 1 года.
Вакцины вводят подкожно. Первичная вакцинация производится в 2-3 месяца (12 недель), без вакцины от вируса бешенства. Ревакцинация (повторная вакцинация) происходит через 21 день после первичной, и в нее включают вакцину от вируса бешенства. Последующие вакцинации делают 1 раз в год начиная от даты ревакцинации.

## Заражение
Вирус проникает алиментарным путём, через слюну, глазную жидкость, выделения из носа, воздушно-капельным путем, через общие посуду/лоток.